# 핫뮤직
핫뮤직은 1990년 10월 17일에 등록되었고 같은 해 11월 1일 창간호를 발행했으며 2008년 폐간된 대한민국 음악전문지이다. 대중음악 전문지로서는 15년 이상의 최고령 기록을 가지고 있는 잡지로서 '월간 팝송','월간 뮤직랜드'의 뒤를 이어 창간되었다. 핫뮤직은 발행기간 동안 대중음악은 물론 문화계 전반에서 활동하는 폭넓은 인재를 배출하였는데 특히 핫뮤직 편집장은 주요 일간지에서 대중문화와 관련한 기사에 이름이 오르내리는 유력인사로 알려지기도 했다. 2대 편집장인 조성진은 중앙일보 웹진 단독코너에 위촉되어 활동하기도 했었다.1997년까지 STC 에덴이 발행해오다 판권분쟁으로 독립하여 '핫뮤직 매거진'이라는 이름으로 잡지 출판 및 단행본을 출간해왔다. 음악팬들이라는 큰 지지 기반을 갖추고 있었으나 줄어드는 광고수입과 경영난으로 휴간과 복간을 반복하다 2008년경 폐간 사태를 맞게 되었다.

## 편집장
1대 편집장 성우진(방송작가)

2대 편집장 조성진(음악평론가)

3대 편집장 김훈

4대 편집장 조성진

### 기자 및 객원
한경석
이 원
성문영
성시권
장현희
박경선
한선율
오승해
김봉환
안선영
박선애
신현국
송명하
권범준
한명륜
전영애
권태근
조원희
고종석
노재형
최유길
오수석
이종현
이현재
홍재억
김지현

## 단행본
핫 기타플레이어 515 : 저자 조성진

## 참조
1. ↑  한겨레 신문 "15살 생일맞은 ‘핫뮤직’ 조성진 편집장"
2. ↑  중앙일보 e-joins '조성진의 음치불가'[깨진 링크(과거 내용 찾기)]